# Brusvily
Brusvily é uma comuna francesa na região administrativa da Bretanha, no departamento Côtes-d'Armor. Estende-se por uma área de 11,85 km². Em 2010 a comuna tinha 1 211 habitantes (densidade: 102,2 hab./km²).